# David Stone

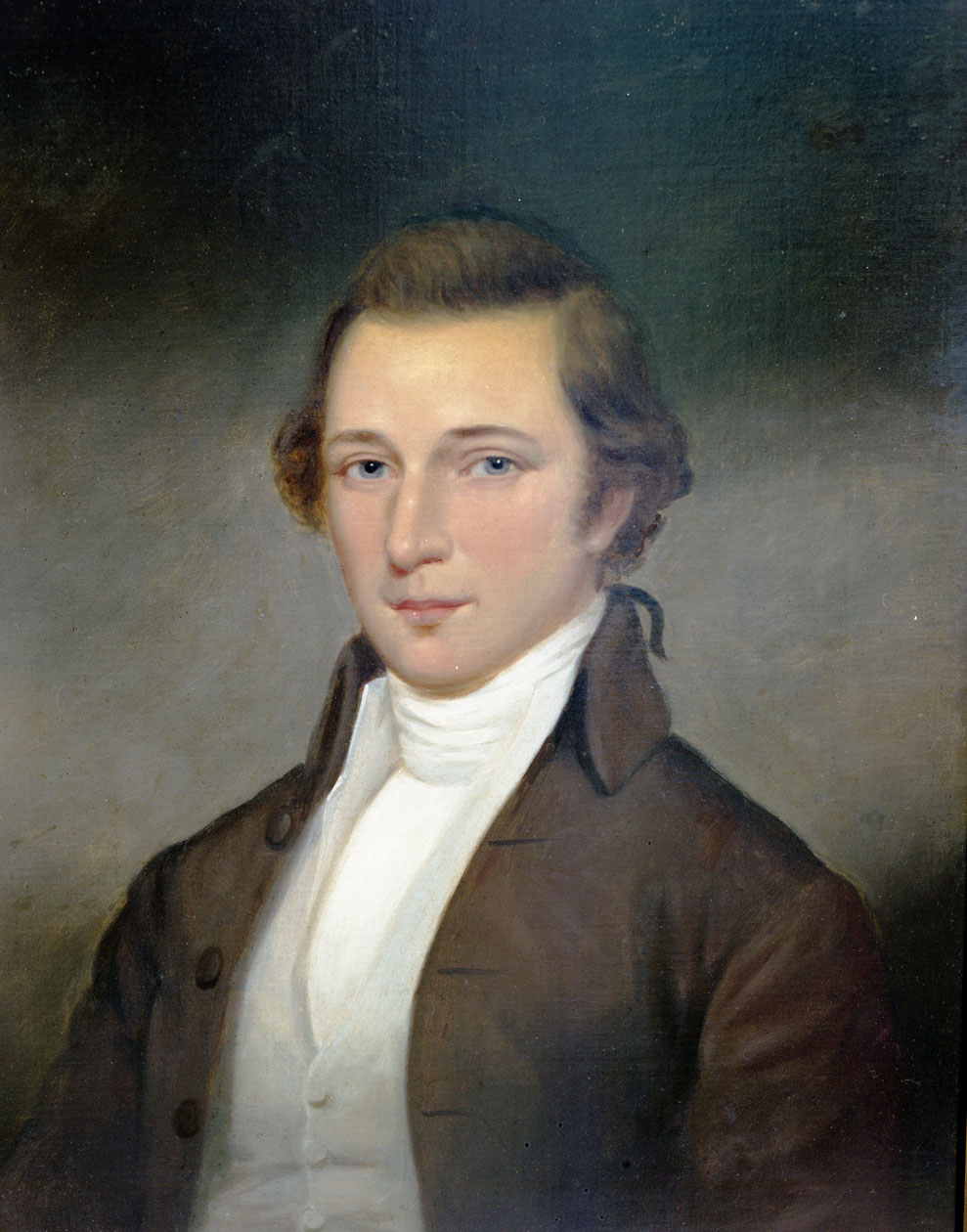
David Stone

David Stone, född 17 februari 1770 i Bertie County, North Carolina, död 7 oktober 1818 i Wake County, North Carolina, var en amerikansk jurist och politiker (demokrat-republikan). Han representerade delstaten North Carolina i båda kamrarna av USA:s kongress, först i representanthuset 1799-1801 och sedan i senaten 1801-1807 samt 1813-1814. Han var guvernör i North Carolina 1808-1810.
Stone utexaminerades 1788 från College of New Jersey (numera Princeton University). Han studerade sedan juridik och inledde 1790 sin karriär som advokat i Halifax, North Carolina. Han var domare i North Carolinas högsta domstol 1794-1798.
Stone efterträdde 1799 Dempsey Burges som kongressledamot. Han efterträdde sedan två år senare Timothy Bloodworth som senator för North Carolina. Stone avgick 1807 för att tjänstgöra som domare i delstatens högsta domstol på nytt. Han återvände redan följande år till politiken och efterträdde Benjamin Williams som guvernör. Han efterträddes 1810 av Benjamin Smith.
Stone efterträdde 1813 Jesse Franklin som senator för North Carolina. Han avgick 1814 och efterträddes av Francis Locke.